# Тотко Дремсизов
Тотко Тенев Дремсизов е бивш български футболист, нападател. Легенда на „Черноморец“ (Бургас). За „акулите“ има общо 309 мача със 112 гола – 201 мача със 79 гола в А група и 108 мача с 33 гола в Б група. Един сезон играе и за ЦСКА (София), като записва 17 мача с 5 гола в елита.
Със 79-те си попадения Дремсизов е реализатор №1 в историята на Черноморец в А група. По участия в елита е на 4-то място във вечната ранглиста на бургаския клуб.

## Биография

### Ранни години
Роден е на 5 януари 1947 г. в Бургас с името Тотко Халачев, в бедното семейство на Генчо и Руска Халачеви, които вече имат двама сина. Малко след това е осиновен от леля си и свако си и така получава фамилията Дремсизов. Биологичните му братя Димитър и Рали Халачеви също са популярни футболисти в Бургас.

### Спортна кариера
Родом от Бургас, Дремсизов започва кариерата си в местния „Черноморец“, където е включен в първия състав през 1965 г. Бързо се утвърждава като един от най-добрите играчи в отбора. За шест сезона записва 138 мача с 65 гола в А група.
През 1971 г. е привлечен от гранда ЦСКА (София). Дебютира за отбора на 3 октомври 1971 г., когато бележи гол за победа на ЦСКА с 6:1 срещу „Марек“ (Дупница). През сезон 1971/72 с „армейците“ печели титлата в първенството и националната купа. Записва 17 мача с 5 попадения в А група.
През 1972 г. Дремсизов се завръща в Черноморец, където остава до края на кариерата си през 1979 г. През по-голямата част от втория му престой „акулите“ участват в Южната Б група. Нападателят записва на сметката си още 63 мача с 14 гола в елита и 108 мача с 33 гола във втория ешелон. „Майстор на спорта“ от 1974 г.
Между 1990 г. и 1994 г. Дремсизов е старши треньор на Черноморец. От 2001 до 2003 г. е начело на аматьорския ФК Камено. След това е избран за председател на Зоналния съвет към БФС в Бургас, като остава на длъжността до пенсионирането си през 2010 г.

## Успехи
ЦСКА (София)
- А група:
  -  Шампион: 1971/72

- Национална купа:
  -  Носител: 1971/72